# Bill Healey
William Richard Ernest „Bill“ Healey (* 22. Mai 1926 in Liverpool; † November 2018 in Middlesbrough) war ein englischer Fußballspieler.

## Karriere
Healey kam nach seiner Schulzeit in Liverpool über den in der Lancashire Combination spielenden FC Chorley, dem er auch noch 1955 jährlich per Telegramm viel Glück für die anstehende Saison wünschte, 1949 zum Hauptstadtklub FC Arsenal. Dort kam er nicht über Einsätze im Reserveteam hinaus und wurde zudem durch einen Beinbruch zurückgeworfen. Im Oktober 1952 äußerte der FC Barnsley Interesse an einer Verpflichtung, Healey entschied sich aber gegen einen Wechsel. Stattdessen schloss er sich im Dezember 1952 Arsenals Stadtrivalen FC Fulham an. Healey und eine „moderate Ablösesumme“ wurden dabei im Tausch für Bill Dodgin junior transferiert, dessen Vater Bill Dodgin senior war Trainer bei Fulham, was dafür sorgte, dass die Anhängerschaft Dodgin juniors Kaderzugehörigkeit als Nepotismus empfand und es zu entsprechenden Unmutsäußerungen kam.
Bereits am 20. Dezember 1952 debütierte Healey als Ersatz für Reg Lowe bei einem 1:1-Unentschieden beim FC Bury für Fulham in der Football League Second Division an der Seite von Joe Bacuzzi als rechter Verteidiger. Obwohl die Presse ihn anschließend für einen „herausragenden ersten Auftritt“ lobte und er im Reserveteam variabel auch als Außenläufer und Mittelläufer aufgeboten wurde, blieb dies Healeys einziger Einsatz für Fulhams erste Mannschaft. Im März 1954 ließ sich der „Defensiv-Allrounder“ auf die Transferliste setzen, stand aber auch im Mai 1955 noch auf der Transferliste.
Im August 1955 wechselte er ablösefrei in die Third Division North zum nordostenglischen Klub Hartlepools United. Auch bei Hartlepools kam Healey nur sporadisch in der ersten Elf zum Einsatz, bis Oktober 1955 bestritt er sechs Partien auf den Außenläuferpositionen, in der Folge erhielten aber die langjährigen Stammspieler Frank Stamper und Jackie Newton wieder den Vorzug. Im April 1956 wurde er presseseitig nach einem Reservespiel dafür gelobt, „sich wacker geschlagen zu haben in Anbetracht seiner fehlenden Spielpraxis und mit Wilkinson eine starke Hintermannschaft“ gebildet zu haben. Am Saisonende beendete er seine höherklassige Fußballerlaufbahn. Anfang 1957 berichtete die lokale Tageszeitung Northern Daily Mail von seiner Hochzeit, bis mindestens 1967 soll er im Lokalfußball von Middlesbrough als Trainer tätig gewesen sein.